# Buon Natale Topolino
Buon Natale Topolino (Mickey's Good Deed) è un cortometraggio animato del 1932 della serie Mickey Mouse diretto da Burt Gillett. Venne prodotto dalla Walt Disney Productions e uscì negli Stati Uniti il 17 dicembre 1932, distribuito dalla United Artists. Ambientato durante il periodo natalizio al culmine della grande depressione, raffigura Topolino e il suo cane Pluto come poveri artisti di strada che cercano di rendere felice il Natale di una famiglia ancora più povera.
Fu il secondo film di Topolino a tema natalizio dopo Gli orfani di Topolino (1931) e fu il primo a rappresentare un Topolino impoverito. L'edizione italiana del film è colorata al computer. Quella in bianco e nero è stata invece inserita (senza titoli di testa e di coda) nello speciale in VHS Le più belle storie di Natale di Walt Disney, uscito nel dicembre 2001.

## Trama
La sera della vigilia di Natale, Topolino e il suo cane Pluto sono artisti di strada, vittime della Grande depressione. Sotto la neve, Topolino suona Adeste fideles al violoncello, mentre Pluto lo accompagna ululando, come un lupo. Diversi passanti sembrano gettare monete nella tazza di Topolino, ma presto scopre che essa è piena solo di chiodi, dadi e bulloni. Topolino si allontana disgustato e va a suonare in un altro posto, passando casualmente davanti alla casa di un ricco vedovo, dove l'unico figlio, scontento dei giocattoli che gli vengono dati dal padre e dal maggiordomo, fa i fenomenali scatti d'ira inutilmente. Quando il piccolo viziato sente Pluto ululare fuori, esige che il padre gli compri il cane. Il maggiordomo esce e offre a Topolino dei soldi in cambio di Pluto, ma il topo rifiuta e scappa. Mentre fugge, Topolino scivola su un fiume ghiacciato e il suo violoncello cade su una strada, dove verrà a sua volta calpestato e distrutto da una slitta. Padrone e cane decidono di proseguire ormai tristissimi, ma senza arrendersi.
In una casa nelle vicinanze vive un'altra famiglia. Attirato dai lamenti provenire dal suo interno, Topolino guarda l'interno della casa dalla finestra: il padre è in carcere e la madre, dato che non ha soldi per comprare cibo o giocattoli per i suoi numerosi figli, piange disperatamente sul tavolo. Emotivamente commosso dalla scena, Topolino torna alla casa del riccone e vende a malincuore Pluto. Coi soldi datigli, compra così molti giocattoli per i bambini, nonché del cibo per la famiglia, e consegna il tutto vestito da Babbo Natale. Una volta uscito dall'abitazione, li vede che si svegliano soddisfatti per festeggiare il Natale. Topolino, nonostante sia contento di averli aiutati, è triste perché gli manca Pluto.
Intanto, nella casa del riccone, Pluto è trattato male dal bambino, il quale lo colpisce con diversi oggetti, finendo col distruggere gran parte della casa. Non potendone più, il padre ordina al maggiordomo di buttare fuori il cane e sculaccia il figlio sotto i suoi occhi compiaciuti. Pluto, con un pollo arrosto legatogli alla coda dal bambino, cerca Topolino fuori città e, la mattina di Natale, lo ritrova seduto in cima a una collina innevata, vicino a una scultura di neve rappresentante lui assente, mentre si riscalda davanti a un fuoco acceso. I due, di nuovo insieme, condividono il pollo arrosto e festeggiano il Natale, nonostante quello che hanno ricevuto.

## Edizioni home video

### VHS
- Da tutti noi a tutti voi, novembre 1985
- Le più belle storie di Natale di Walt Disney, dicembre 2001 (senza i titoli di testa e di coda e nella sua versione originale in bianco e nero)